# メルス・エル・ケビール

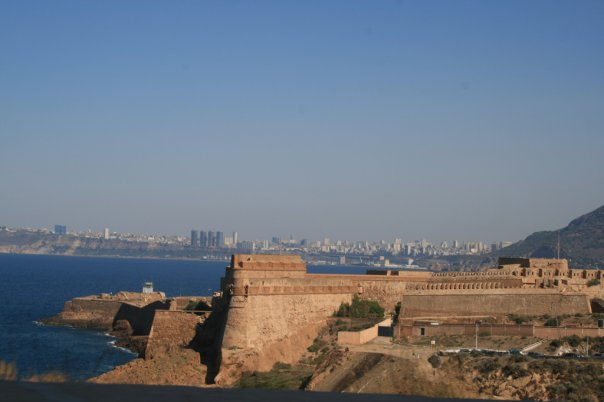
メルス・エル・ケビールの要塞

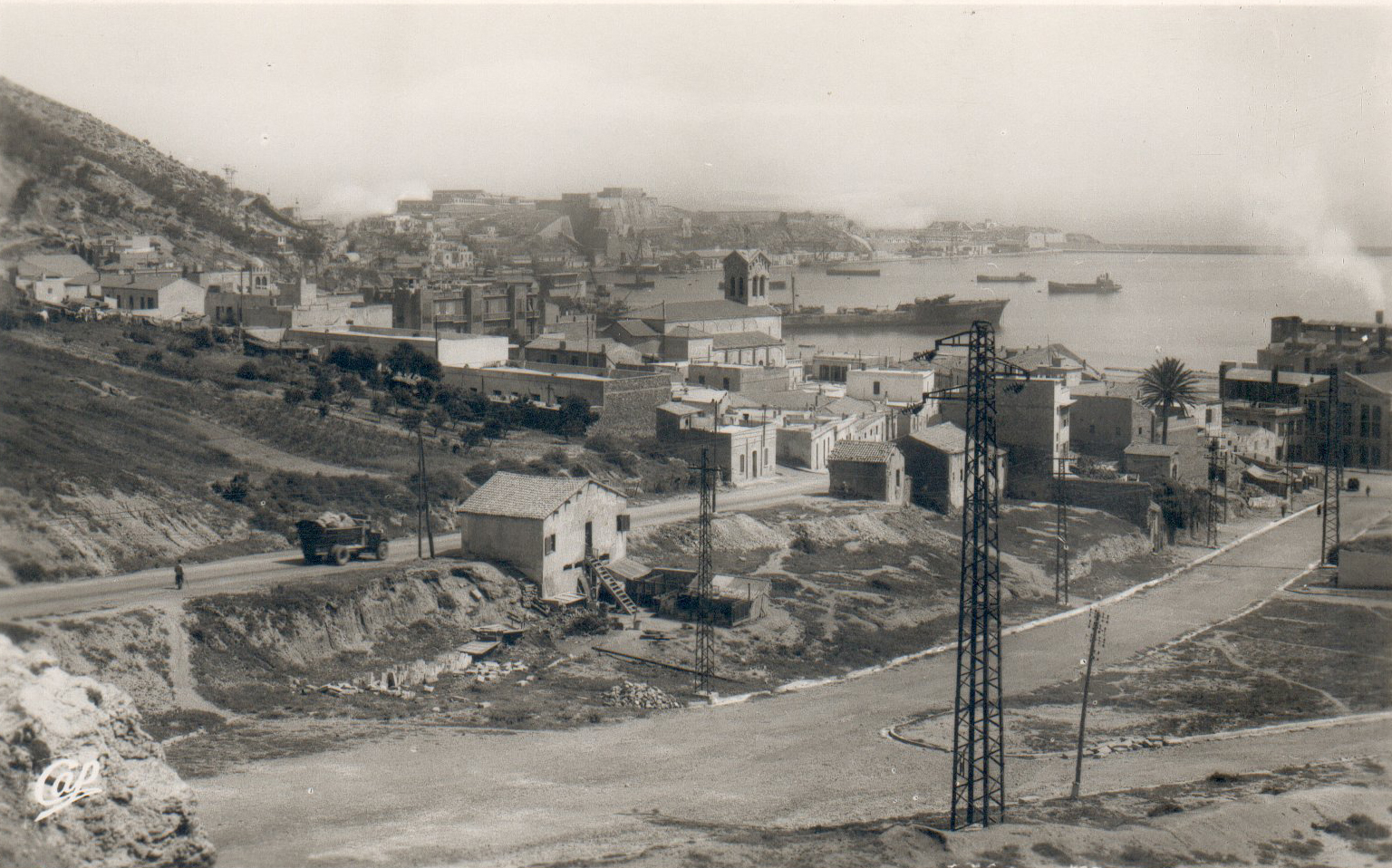
1953年に撮られたメルス・エル・ケビール

メルス・エル・ケビール（アラビア語: المرسى الكبير al-marsā al-kabīr, フランス語: Mers El Kébir）は、アルジェリアの都市。メルス・エル・ケビール（アル＝マルサー・アル＝カビール）とはアラビア語で「大きな港」を意味し、その名の通り地中海に面する港町である。オラン市の西隣に位置し、オラン県に属する。
メルス・エル・ケビールはローマ帝国時代に建設され、12世紀にはムワッヒド朝（アルモハード朝）によって海軍基地が置かれた。15世紀にはトレムセンのザイヤーン朝の支配下に入ったものの、1492年には海賊の支配下となった。その後短期間にオスマン帝国やポルトガルの占領下に入ったのち、1505年にはスペインのフランシスコ・ヒメネス・デ・シスネロス枢機卿の軍によって占領された。
シスネロスはここを拠点に隣接するオランの攻略を目指したが、1509年にメルス・エル・ケビールを襲った災害によって断念を余儀なくされた。スペインは1708年までこの街を支配したが、同年オスマン帝国のベイであるムスタファ・ベン・ユーセフによって追放された。スペインは1732年にモンテマール公爵の指揮の元メルス・エル・ケビールに再び来襲し、アイン・エッ＝トゥルクの戦いに勝利してメルス・エル・ケビールとオランを奪取した。その後はスペイン領となったものの、1792年にカルロス4世はオスマン帝国のアルジェ知事に両市を売却した。
1830年にはフランス領となり、市名はサン・タンドレ・ド・メルス・エル・ケビール（Saint André de Mers-el-Kébir）と改称された。1868年には港湾機能が強化され大灯台が建設された が、灯台は第2次世界大戦中に破壊された。
1940年7月3日にはイギリス海軍とヴィシー・フランスのフランス海軍との間で港内にてメルセルケビール海戦が勃発した。第2次世界大戦後もフランス軍はこの港を海軍基地として使い続け、1962年に締結されたアルジェリア独立のためのエビアン協定においても、フランス軍は15年間メルス・エル・ケビール港を使用し続ける権利を獲得したが、実際には5年後にはフランス軍はすべて撤退した。